# Ганіна Калерія Павлівна
Калéрія Пáвлівна Гáніна (20 травня 1926, Нижній Новгород, Російська Федерація — 5 квітня 2001, Київ) — український патолог і генетик, засновник наукової школи, доктор медичних наук (1964), професор (1966), заслужений діяч науки України (1986).

## Біографія
Народилася 20 травня 1926 року в місті Нижній Новгород. Росіянка. У 1949 році закінчила з відзнакою Московський медичний інститут і була зарахована до його аспірантури. У 1952 — 1954 роках — асистент кафедри Рязанського медичного інституту, де в 1953 році захистила кандидатську дисертацію на тему «Зміни скелетної дихальної мускулатури при туберкульозі легень».
У 1955 — 1958 роках — молодший науковий співробітник Інституту експериментальної патології та клінічної онкології АМН СРСР. З 1958 року — науковий співробітник Київського науково-дослідного рентгено-радіологічного та онкологічного інституту МОЗ України (в лабораторії, керованій академіком Р. Є. Кавецьким).
У 1960 — 1964 роках — старший науковий співробітник, у 1964 — 1971 роках — завідувач лабораторії гістоцитохімії Київського науково-дослідного інституту експериментальної та клінічної онкології. У 1964 — захистила докторську дисертацію на тему «Морфологія і гістогенез пухлин яєчка». Протягом 1971 — 1992 років — завідувач відділу Інституту проблем онкології НАН України, 1992 — 1999 роках — його провідний науковий співробітник, а з 1999 року — почесний доктор цього інституту (з 1992 року — Інститут експериментальної патології, онкології і радіобіології імені Р. Є. Кавецького НАН України).
Чоловік — Іван Шевченко, доктор медичних наук, професор, заслужений діяч науки України.

Могила Калерії Ганіної

Померла на 75-му році життя 5 квітня 2001 року. Похована на Байковому кладовищі в Києві, поряд із чоловіком (ділянка № 27а, 50°25′5.80″ пн. ш. 30°30′18.80″ сх. д. / 50.4182778° пн. ш. 30.5052222° сх. д.).

## Наукова та громадська діяльність
Автор понад 400 наукових праць (з них — 11 монографій), методичних рекомендацій, 4 винаходів. Співавтор 6 колективних монографій. Основні праці:
1. Клініко-морфологічна діагностика пухлин. — К., 1970.
2. Цитологічна діагностика в онкоморфології. — К., 1980.
3. Цитологічна реактивність онкологічного хворого. — К., 1995.

Наукові роботи присвячені переважно онкоморфології та онкогенетиці. К. П. Ганіна — засновник наукової школи онкогенетики, є фундатором розробки наукового напряму — цитогенетичної діагностики в онкоморфології. Під її керівництвом виконано та захищено 12 докторських і 26 кандидатських дисертацій. К. П. Ганіна була експертом ВООЗ з гістологічної класифікації пухлин яєчка. З ініціативи К. П. Ганіної у 1999 році проведено наукову конференцію «Навколишнє середовище та генетика раку». До кінця життя К. П. Ганіна очолювала проект «Вивчення спадкової схильності до онкологічних захворювань» у рамках Державної науково-технічної програми «Захист генофонду населення України».
Поряд з науковою К. П. Ганіна вела значну громадську роботу. Протягом 1977 — 1992 років очолювала Київське товариство патологоанатомів, була заступником голови Республіканського товариства патологоанатомів, членом правління Всесоюзного товариства патологоанатомів. З 1993 року — вона почесний член Асоціації патологів України, член Міжнародної асоціації патологоанатомів (1995), дійсний член Нью-Йоркської академії наук (1998).

## Нагороди, звання, пам'ять
Нагороджена медалями «За доблесну працю у Великій Вітчизняній війні 1941 — 1945 років», «За трудову звитягу».
Доктор медичних наук (1964), професор (1966), заслужений діяч науки України (1986). Лауреат премії ім. О. О. Богомольця (1995).
Грамота компанії «Генрі Форд» за внесок у збереження навколишнього середовища та культурної спадщини (1999).
Пам'яті К. П. Ганіної було присвячено конференцію молодих онкологів України з міжнародною участю (Київ, 26 — 27 квітня 2007 року).